# Christopher Lloyd
Pour les articles homonymes, voir Christopher Lloyd et Lloyd.
Christopher Lloyd est un acteur américain, né le 22 octobre 1938 à Stamford (Connecticut).
Révélé dans Vol au-dessus d'un nid de coucou (1975), il se fait connaître dans un premier temps grâce à son rôle du révérend Jim Ignatowski dans la série Taxi (1978-1983) pour lequel il remporte deux Emmy Awards. Puis il gagne une reconnaissance mondiale grâce au rôle du Dr Emmett « Doc » Brown, physicien nucléaire dans la trilogie Retour vers le futur (1985-1990) de Robert Zemeckis. Il retrouve le personnage pour divers projets étalés sur plus de trente ans, que ce soit pour des caméos dans des films, des publicités, des attractions ou les jeux vidéo Retour vers le futur, le jeu (2010) et Lego Dimensions (2015).
Ses autres rôles notables au cinéma durant les années 1980 et 1990 sont celui du commandant Kruge dans Star Trek 3 : À la recherche de Spock (1984), du professeur Plum dans Cluedo (1985), du juge DeMort dans Qui veut la peau de Roger Rabbit (1988), celui de l'oncle Fétide dans La Famille Addams (1991) et sa suite (1993), ou encore celui de Jimmy dans Twenty Bucks (1993).
À la télévision, il gagne un troisième Emmy Awards grâce à sa participation en 1992 dans un épisode de la série Les Contes d'Avonlea, apparaît en tant qu'invité dans de nombreuses séries et a notamment prêté sa voix à Merlock dans le film La Bande à Picsou, le film : Le Trésor de la lampe perdue (1990), à Raspoutine dans le film Anastasia (1997), au Hacker dans la série Cybermatt (2002-), ainsi qu'au Bûcheron dans la série La Forêt de l'Étrange (2014).

## Biographie

### Famille et formation
Il est le fils de Ruth Lapham[réf. nécessaire], une chanteuse, et de Samuel R. Lloyd[réf. nécessaire], un avocat. Ayant six frères et sœurs plus âgés que lui, il a principalement grandi avec ses parents, le reste de la fratrie étant partie. L'un de ses frères, Samuel, est par ailleurs acteur ainsi que le père du comédien Sam Lloyd. Christopher Lloyd a étudié au Fessenden School de Newton (Massachusetts), et fut diplômé de Staples High School en 1957. Sa famille a vécu à New Canaan (Connecticut), et a légué à la ville l'historique « Waveny Mansion », dont le terrain est devenu un parc de renom.

### Carrière

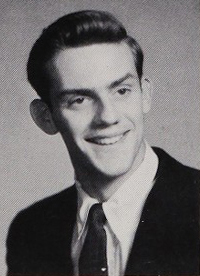
Christopher Lloyd en 1958.

#### Années 1970-1980
Christopher Lloyd commence à jouer dès l'âge de 14 ans dans un théâtre d'été. Cinq ans plus tard, il prend des cours de jeu à New York, dont certains au Neighborhood Playhouse avec Sanford Meisner. Il apparaît dans plusieurs productions de Broadway, dont Happy End, A Midsummer Night's Dream, Red, White and Maddox, Kaspar, The Harlot and the Hunted, The Seagull, Total Eclipse, MacBeth, In the Boom Boom Room, Cracks, Professional Resident Company, What Every Woman Knows, And They Put Handcuffs on the Flowers, The Father, King Lear et Power Failure.
En 1975, il tient son premier rôle au cinéma, celui d'un patient interné dans Vol au-dessus d'un nid de coucou de Miloš Forman.

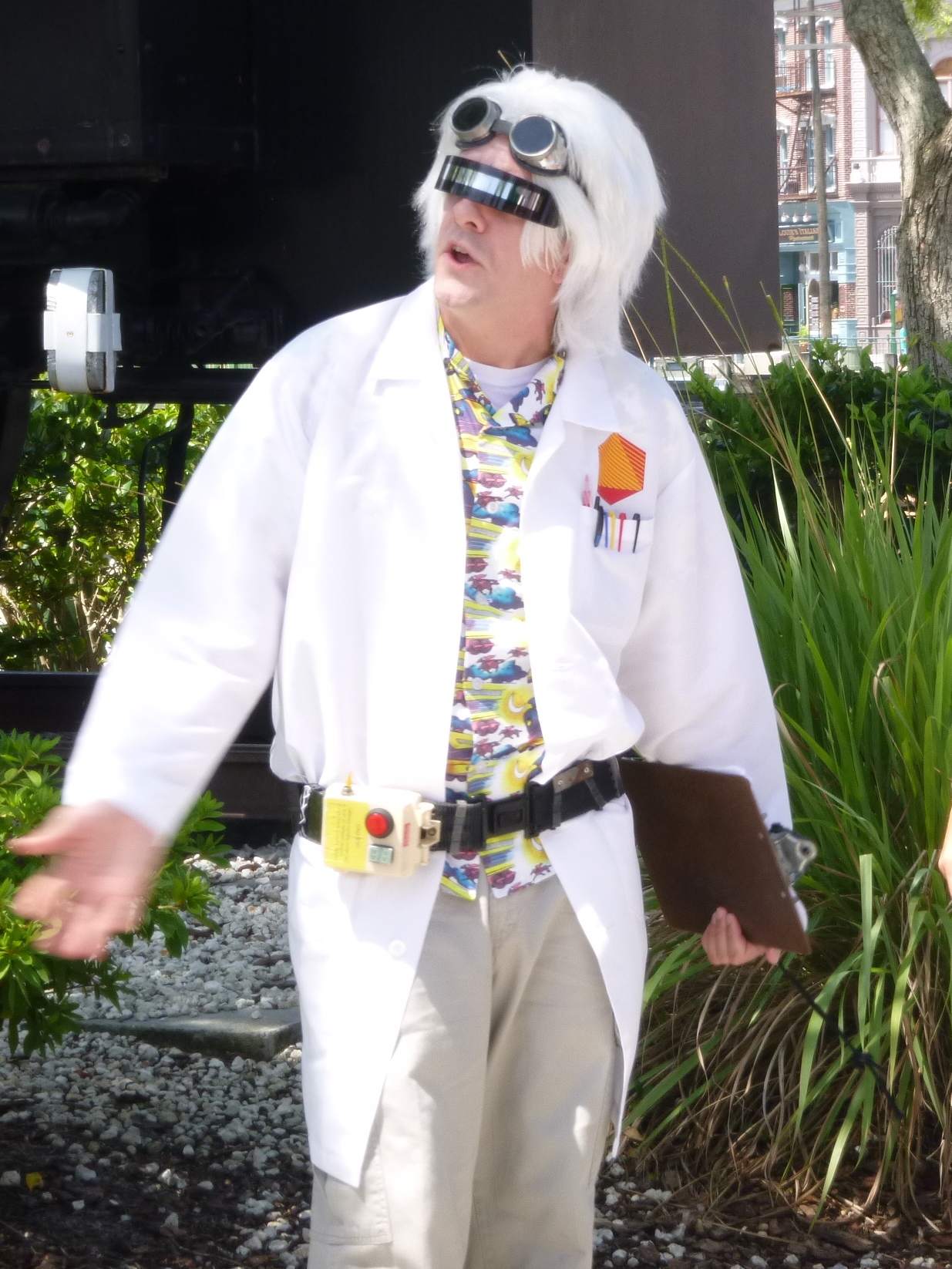
Cosplay d'Emmett « Doc » Brown.

À la télévision, Christopher Lloyd connait son premier grand rôle en 1978 dans la série Taxi diffusée sur ABC, puis sur les ondes de NBC de 1982 à 1983. Il est ainsi durant cinq saisons le révérend et ex-hippie, Jim Ignatowski, un rôle qui lui permet de glaner le primetime Emmy Award du meilleur acteur dans un second rôle dans une série télévisée comique à deux reprises, en 1982 et 1983.
En 1983, il joue le commandant Klingon, Kruge, antagoniste du film Star Trek 3 : À la recherche de Spock. L'année d'après, il apparait dans le film Les Aventures de Buckaroo Banzaï à travers la 8e dimension. Ces rôles montrent l'acteur à l'aise dans le genre de la science-fiction, quelque temps avant de jouer le rôle qui le suivra pour le reste de sa carrière. Il est également apparu dans le pilote de la série Tonnerre mécanique (Street Hawk).
Ainsi, en 1985, à l'âge de quarante-sept ans, c'est son personnage de l'excentrique docteur Emmett Brown, surnommé « Doc », dans le film de science fiction Retour vers le futur de Robert Zemeckis, qui le révèle véritablement au grand public. Énorme succès planétaire remportant plus de 350 000 000 dollars à travers le monde, le film devient le premier volet d'une trilogie, connaissant deux suites tournées simultanément, mais sorties successivement en 1989 et 1990. Entretemps, il retrouve Robert Zemeckis en 1988, qui lui donne à nouveau un rôle mémorable, celui du maléfique Judge Doom (en) dans le projet ambitieux Qui veut la peau de Roger Rabbit, qui mêle animation et prises de vues réelles.

#### Années 1990
Il reprend son rôle du docteur Emmett Brown dans la série d'animation Retour vers le futur (Back to the Future: The Animated Series), apparaissant brièvement dans l'introduction et la conclusion de chaque épisode, le personnage animé ayant la voix de Dan Castellaneta. Deux saisons de treize épisodes ont été diffusées sur les ondes de CBS de septembre 1991 à septembre 1993, puis furent reprises par le réseau Fox de mars à septembre 2003.
En 1991, il joue l'Oncle Fester dans La Famille Addams et retrouve le rôle en 1993 dans Les Valeurs de la famille Addams. En 2021, durant une entrevue avec le journal The Guardian, il explique son lien qui date de l'enfance avec le personnage : « Quand j'étais enfant, j'avais l'habitude d'avoir ce magazine de dessins humoristiques, et il y avait toujours une bande dessinée de la famille Addams[...]Et je me suis vraiment impliqué, quand j'avais huit ou neuf ans, avec Oncle Fester. Je pensais juste qu'il était le meilleur. Il est légèrement méchant. Il est drôle à regarder. C'était un personnage. Alors, quand des décennies plus tard, à l'improviste, Paul Rudnick — script doctor du premier film et scénariste du second — m'a demandé si j'aimerais être Oncle Fester dans le film, j'ai sauté dessus »,.
Entretemps, en 1992, il remporte un troisième Emmy Award, celui du meilleur acteur dans une série télévisée dramatique, pour son rôle du professeur Dimple dans un épisode de Les Contes d'Avonlea, et joue le professeur B.O. Beanes dans la saison 2 de la série Histoires fantastiques de Steven Spielberg.
En 1993, il joue le rôle d'un SDF cambrioleur nommé Sam Switchblade dans Denis la Malice. Son rôle dans le film Twenty Bucks sorti en 1993 lui permet de glaner l'Independent Spirit Award du meilleur acteur dans un second rôle (en).
En 1994, il joue un bruiteur farfelu nommé Zoltan dans Radioland Murders.
En 1996, il retrouve l'univers des Toons dans le jeu de point and click Toonstruck, dans lequel il joue physiquement le protagoniste grâce à la full motion video tandis que le reste de l'univers et des personnages sont dessinés à la main.
En 1999, il reforme brièvement un duo avec Michael J. Fox dans l'épisode dix-huit de la saison trois de Spin City, série portée par J. Fox depuis 1996. Cet épisode est intitulé pour l'occasion, Back to the Future IV: Judgement Day.

#### Années 2000
Il a prêté sa voix au Hacker dans la série animée Cybermatt, diffusée sur PBS Kids depuis 2002. La même année, il joue le grand-père paternel de Malcolm et ses frères dans le troisième épisode de la quatrième saison de la sitcom Malcolm, diffusée sur le réseau Fox.
En 2005, il interprété le constitutionnaliste Lawrence Lessig dans un épisode de la sixième saison de À la Maison-Blanche (The West Wing), diffusé sur les ondes de NBC. Entre 2005 et 2006, il est régulièrement apparu dans la sitcom de Pamela Anderson, Les Lectures d'une blonde (Stacked).
En 2008, il joue sur les planches le rôle d'Ebenezer Scrooge dans une adaptation théâtrale du conte Un chant de Noël de Charles Dickens.

#### Années 2010

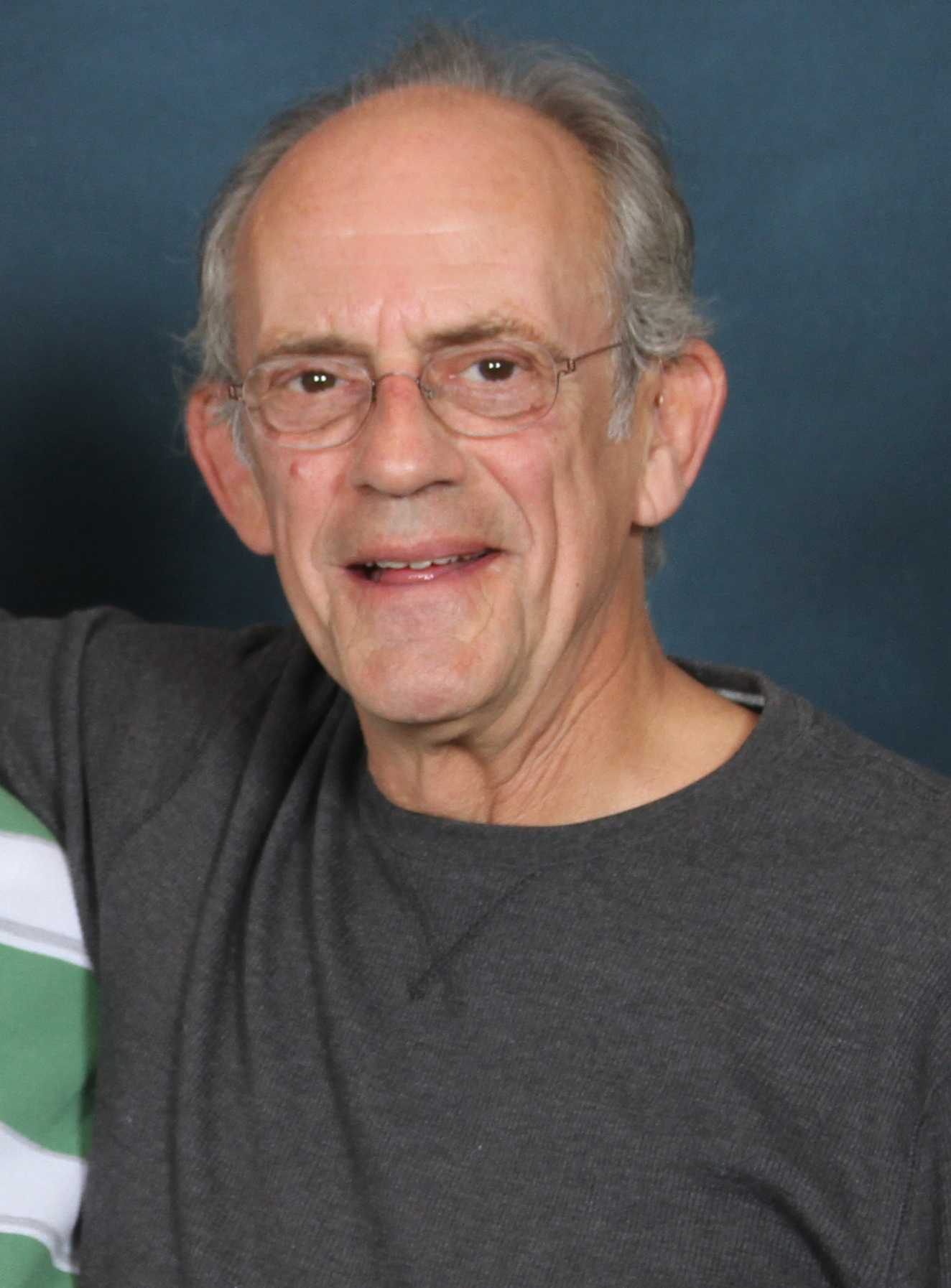
Christopher Lloyd en octobre 2010.

En 2010, il reprend le rôle de Doc Brown dans un jeu d'aventure graphique épisodique, développé et édité par Telltale Games, sobrement intitulé Retour vers le futur, le jeu, qui fait suite à la trilogie de films. La même année, il joue dans un épisode de la saison 3 de Chuck, intitulé Chuck Versus the Tooth. Le français Alexandre Aja lui fait jouer un petit rôle dans sa comédie horrifique Piranha 3D. N'étant disponible que pour une seule journée, le tournage s'est avéré éreintant pour l'acteur qui a dû tourner vingt-et-une heures consécutives pour boucler ses scènes prévues pour trois jours. Malgré tout, Lloyd reprend le rôle en 2012 dans la suite réalisée cette fois-ci par John Gulager.
Christopher Lloyd est l'invité en 2011 de l'épisode dix de la saison trois de la série de science fiction Fringe, dans laquelle il joue un claviériste. Il apparaît aussi dans New York, section criminelle, où il tient le rôle d'un magicien lors du dix-septième épisode de la septième saison.
En 2013, il joue le rôle d'un agent de recouvrement dans le onzième épisode de la troisième saison de la sitcom Raising Hope, qui s'avère être un hommage à la trilogie Retour vers le futur.
En 2014, Lloyd prête sa voix au bûcheron dans la série d'animation La Forêt de l'Étrange. Il fait également un caméo dans la parodie de western A Million Ways to Die in the West, qui le voit retrouver le rôle de Doc Brown dans une scène faisant référence à Retour vers le futur III.

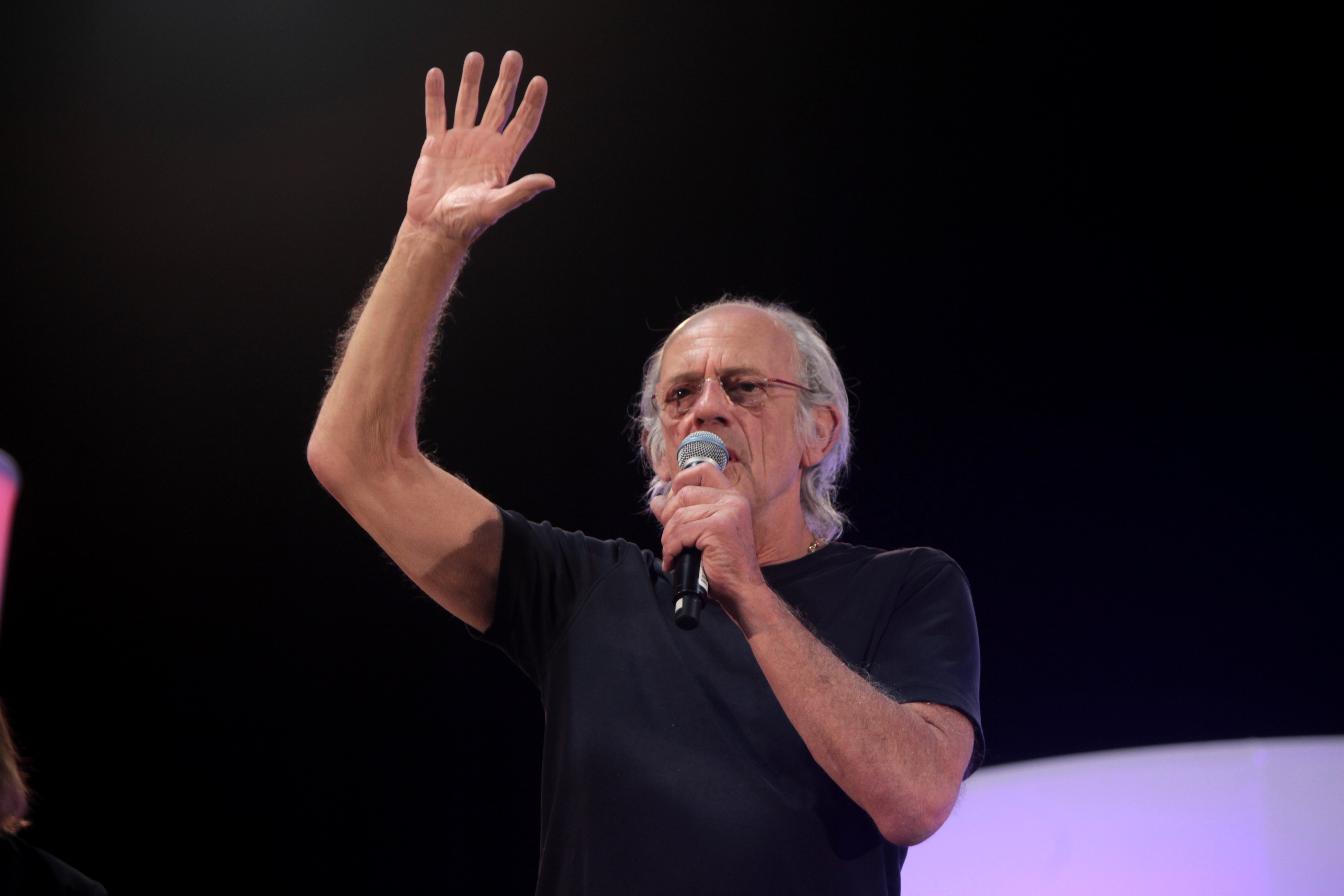
Christopher Lloyd au Phoenix Comicon en 2015.

En 2015, il reprend brièvement le rôle de Jim Ignatowski (en) dans l'épisode My Fair Lady de la série d'animation Les Simpson.
La sitcom The Big Bang Theory ayant pour habitude d'inviter de nombreuses personnalités liées à la culture populaire, il n'est pas étonnant de voir Christopher Lloyd y faire un passage. Ainsi, en 2016, il joue un sans-abri dans le dixième épisode de la dixième saison de la série. La même année, sa performance dans le film d'horreur I Am Not a Serial Killer est très bien reçue .
En 2017, il reprend une énième fois le rôle de Doc Brown pour les besoins du jeu vidéo Lego Dimensions. La même année, il devient également la troisième voix du personnage de Xehanort pour la version anglophone de la franchise vidéoludique Kingdom Hearts. Dans le contenu téléchargeable Kingdom Hearts III Re:Mind, il succède ainsi à deux autres grands noms de la science fiction, Leonard Nimoy et Rutger Hauer, respectivement morts en 2015 et 2019. Il reprend le personnage dans Kingdom Hearts: Melody of Memory. Côté rôle face caméra, il rejoint la distribution de la troisième saison de la série de science fiction 12 Monkeys, adaptation télévisuelle du film de Terry Gilliam sorti en 1995.

#### Années 2020
En 2020, il interprète Joseph « Joe » Smith dans le vingtième et dernier épisode de la dix-septième saison de la série NCIS.
En 2021, il tient un second rôle dans la romcom Senior Moment (en) portée par William Shatner et Jean Smart, qui marque également les retrouvailles entre ce premier et Lloyd, trente-sept ans après Star Trek 3 : À la recherche de Spock. Il joue également le père de Bob Odenkirk dans le film Nobody d'Ilia Naïchouller. À l'instar d'Odenkirk, Lloyd participe à des scènes d'actions et est à contre-emploi par rapport à sa carrière. En septembre de la même année, Lloyd joue en chair et en os, le personnage de Rick Sanchez dans plusieurs vidéos servant à la promotion du double épisode final de la cinquième saison de la série d'animation Rick et Morty. Le personnage s'inspire de celui du Dr Emmett « Doc » Brown.
En 2023, on le voit jouer dans le sixième épisode de la troisième saison de la série The Mandalorian issue de Star Wars dans une histoire dans laquelle apparaît aussi l'acteur Jack Black.
En 2025, il incarne le professeur Orloff, le professeur de biologie dont la tête est dans un bocal, dans la série Mercredi diffusée sur Netflix.

### Apparitions spéciales

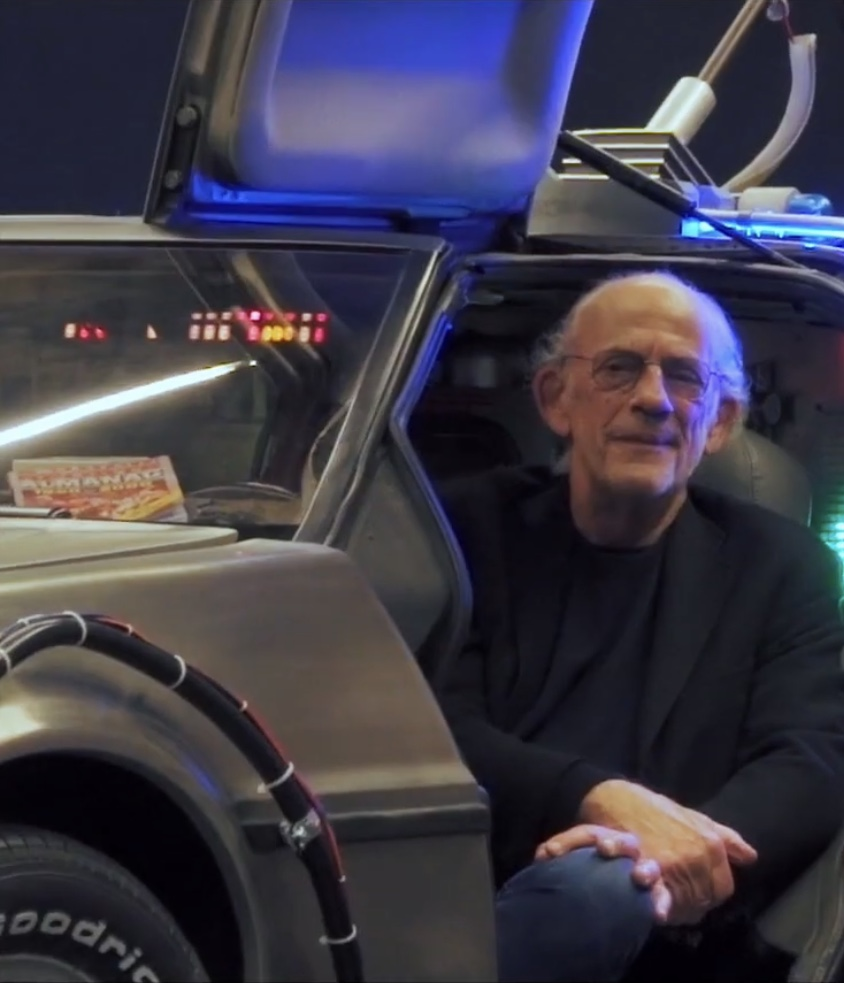
Christopher Lloyd au Comic Con de Dortmund, en 2019.

Il a repris son rôle de Doc Emmet Brown dans Back to the Future: The Ride en 1991 et dans The Simpsons Ride, des attractions des parcs Universal Studios Hollywood et Universal Studios Florida.
Il est apparu sous les traits de Doc Brown dans une publicité de DIRECTV, qui a été diffusée pour la première fois sur les ondes de Fox durant le BCS National Championship Game, le 8 janvier 2007.
Il a été nommé « Chevalier de l'Ordre du Corbeau » en Belgique au BIFFF le 12 avril 2007. À cette occasion, il a répondu aux questions de l'auditoire et a signé des autographes.
Il a été l'invité spécial de Microsoft TechEd 2007 le 4 juin 2007, apparaissant sous les traits de Doc Brown au côté de Bob Muglia, vice-président senior de Server and Tools Business chez Microsoft.
En juin 2011, Christopher Lloyd tient le rôle d'un scientifique dans une publicité pour Kinect Fun Labs, une application disponible sur la console de jeu Xbox 360 de Microsoft et permettant de jouer à des mini-jeux utilisant le capteur Kinect.
En septembre 2011, il apparaît à nouveau dans le rôle de Doc Emmett Brown dans une publicité pour des chaussures Nike imitant celles que portait Marty McFly dans Retour vers le futur 2.
En 2012, il est dans une publicité sur YouTube, à l'occasion de la 10e édition du « Axe Boat » aux côtés de Éric Judor et Keenan Cahill.
En 2015, il reprend son rôle du Doc Emmett Brown le 21 octobre 2015 (dans le film, c'est le jour de leur premier voyage dans le futur), pour une apparition dans l'émission Jimmy Kimmel Live!. Michael J. Fox, interprète de Marty McFly, est également à ses côtés. Ils font notamment leur entrée dans la DeLorean du film.
En 2018, il refait une petite apparition en tant que Doc Emmett Brown dans la publicité pour la Fiat 500X. La version diffusée de la publicité ne le montre que le temps d'un plan, mais dans la version longue on peut le voir un peu plus longtemps.
Lloyd accorde très peu d'entrevues et n'apparaît qu'exceptionnellement en public (il a donné l'une de ses rares entrevues à l'émission 100 Greatest Family Films, diffusée sur les ondes de Canal 4 en 2005). Certains de ses amis, collègues et admirateurs le décrivent comme un homme très réservé et silencieux.
Lors du New York Comic Con 2022, son apparition à côté de Michael J. Fox très marqué par la maladie, émeut les fans de  la trilogie Retour vers le futur à travers le monde,.

### Vie personnelle
Son neveu Sam Lloyd, décédé en 2020, est connu pour son rôle de Ted Buckland dans la série Scrubs.

## Théâtre
- 2008 : A Christmas Carol, d'après Un chant de Noël de Charles Dickens : Ebenezer Scrooge

## Filmographie

### Cinéma

#### Films
- 1975 : Vol au-dessus d'un nid de coucou (One Flew Over the Cuckoo's Nest) de Miloš Forman : Taber
- 1977 : Un autre homme, une autre chance de Claude Lelouch : Jesse James
- 1977 : Three Warriors de Kieth Merrill : Steve Chaffey
- 1978 : En route vers le sud (Goin' South) de Jack Nicholson : Député Towfield
- 1979 : Les Joyeux Débuts de Butch Cassidy et le Kid (Butch and Sundance: The Early Days) de Richard Lester : Bill Tod Carver
- 1979 : Du rouge pour un truand (The Lady in Red) de Lewis Teague : Frognose
- 1979 : Tueurs de flics (The Onion Field) de Harold Becker : l'avocat à la prison
- 1980 : The Black Marble de Harold Becker : le collectionneur
- 1980 : Schizoid de David Paulsen : Gilbert
- 1981 : Le facteur sonne toujours deux fois (The Postman always rings twice) de Bob Rafelson : l'homme qui prend Frank en stop au début du film
- 1981 : Le Justicier solitaire (The Legend of the Lone Ranger) de William A. Fraker : Major Bartholomew « Butch » Cavendish
- 1982 : National Lampoon's Movie Madness de Bob Giraldi et Henry Jaglom : Samuel Starkman (dans le segment Municipalians)
- 1983 : Mister Mom (Mr. Mom) de Stan Dragoti : Larry
- 1983 : To Be or Not to Be d'Alan Johnson : le capitaine S. S. Schultz
- 1984 : Star Trek 3 : À la recherche de Spock (Star Trek III: The Search for Spock) de Leonard Nimoy : le commandant Kruge
- 1984 : Joy of Sex de Martha Coolidge : Coach Hindenberg
- 1984 : Les Aventures de Buckaroo Banzaï à travers la 8e dimension (The Adventures of Buckaroo Banzai Across the 8th Dimension) de W. D. Richter : John Bigboote
- 1985 : Retour vers le futur (Back to the Future) de Robert Zemeckis : Dr Emmett « Doc » Brown
- 1985 : Cluedo (Clue) de Jonathan Lynn : le professeur Violet (Professor Plum en VO)
- 1986 : Tout va trop bien  (Miracles) de Jim Kouf : Harry
- 1987 : Walk Like a Man de Melvin Frank : Reggie Shand / Henry Shand
- 1988 : Track 29 de Nicolas Roeg : Henry Henry
- 1988 : Qui veut la peau de Roger Rabbit (Who Framed Roger Rabbit) de Robert Zemeckis : Baron von Rotton alias Juge DeMort (Judge Doom en VO)
- 1988 : Les Coulisses de l'exploit (Eight Men Out) de John Sayles : « Sleepy » Bill Burns
- 1989 : Une journée de fous (The Dream Team) de Howard Zieff : Henry Sikorsky
- 1989 : Retour vers le futur 2 (Back to the Future Part II) de Robert Zemeckis : Dr Emmett « Doc » Brown
- 1990 : Why Me? Un plan d'enfer (Why Me?) de Gene Quintano : Bruno Daley
- 1990 : Retour vers le futur 3 (Back to the Future Part III) de Robert Zemeckis : Dr Emmett « Doc » Brown
- 1991 : Suburban Commando de Burt Kennedy : Charlie Wilcox
- 1991 : La Famille Addams (The Addams Family) de Barry Sonnenfeld : Oncle Fétide / Gordon Craven (Uncle Fester en VO)
- 1993 : Twenty Bucks de Keva Rosenfeld : Jimmy
- 1993 : Denis la Malice (Dennis the Menace) de Nick Castle : Sam le cambrioleur
- 1993 : Les Valeurs de la famille Addams (Addams Family Values) de Barry Sonnenfeld : Oncle Fétide (Uncle Fester en VO)
- 1994 : Une équipe aux anges (Angels in the Outfield) : Al the Boss Angel
- 1994 : Camp Nowhere de Jonathan Prince : Dennis Van Welker
- 1994 : Radioland Murders de Mel Smith : Zoltan
- 1994 : Richard au pays des livres magiques (The Pagemaster) de Pixote Hunt et Joe Johnston : M. Dewey
- 1995 : Dernières heures à Denver (Things to Do in Denver When You're Dead) de Gary Fleder : Pieces
- 1996 : Cadillac Ranch de Lisa Gottlieb : Wood Grimes
- 1997 : Une vraie blonde (The Real Blonde) de Tom DiCillo : Ernst
- 1999 : Mon Martien bien-aimé (My Favorite Martian) de Donald Petrie : oncle Martin
- 1999 : P'tits Génies (Baby Geniuses) de Bob Clark : Heep
- 1999 : Man on the Moon de Miloš Forman : lui-même
- 2001 : Kids world de Dale G. Bradley : Leo
- 2002 : Interstate 60 (Interstate 60: Episodes of the Road) de Bob Gale : Ray
- 2002 : Wish You Were Dead de Valerie McCaffrey : Bruce
- 2007 : Flakes de Michael Lehmann : Willie
- 2010 : Snowmen de Robert Kirbyson : The Caretaker
- 2010 : Last Call de Greg Garthe : Pete
- 2010 : Piranha 3D d'Alexandre Aja : M. Carl Goodman
- 2011 : InSight de Richard Gabai : Shep
- 2011 : Amour, Mariage et Petits Tracas (Love, Wedding, Marriage) de Dermot Mulroney : Dr George
- 2012 : Dead Before Dawn d'April Mullen : Horus Galloway
- 2012 : Piranha 2 3D de John Gulager : M. Carl Goodman
- 2012 : Serial Buddies de Keven Undergaro : Dr Von Gearheart
- 2012 : Excuse Me for Living de Ric Klass : Lars
- 2014 : Albert à l'ouest (A Million Ways to Die in the West) de Seth MacFarlane : Dr Emmett Brown[37],[38] (caméo)
- 2014 : Sin City : J'ai tué pour elle (Sin City: A Dame to Kill For) de Robert Rodriguez et Frank Miller : Dr Kroening
- 2014 :  Mickey Matson : Le code des pirates : Grand-père Jack
- 2015 : 88 d'April Mullen : Cyrus
- 2015 : The Boat Builder d'Arnold Grossman : Abner
- 2015 : Cold Moon de Griff Furst : James Redfield
- 2016 : I Am Not a Serial Killer de Billy O'Brien : Bill Crowley
- 2017 : Braquage à l'ancienne de Zach Braff : Milton
- 2017 : The Sound de Jenna Mattison : Clinton Jones
- 2017 : Making a Killing de Devin Hume : Lloyd Mickey
- 2017 : Senior Moment de Giorgio Serafini : Sal Spinelli
- 2017 : Muse (Musa) de Jaume Balagueró : Bernard Rauschen
- 2018 : Boundaries de Shana Feste : Stanley
- 2021 : Queen Bees de Michael Lembeck : Arthur
- 2021 : Nobody d'Ilya Naishuller : David Mansell
- 2021 : The Tender Bar de George Clooney : M. Maguire
- 2022 : Spirit Halloween de David Poag : Alex Windsor
- 2023 : Nandor Fodor and the Talking Mongoose d'Adam Sigal : Dr Harry Price
- 2023 : Self Reliance de Jake Johnson : Dennis Walcott
- 2025 : Nobody 2 de Timo Tjahjanto : David Mansell

#### Films d'animation
- 1990 : La Bande à Picsou, le film : Le Trésor de la lampe perdue (Ducktales, the Movie : Treasure of the Lost Lamp) de Gaëtan Brizzi, Paul Brizzi, Bob Hathcock, Clive Pallant, Mathias Marcos Rodric et Vincent Woodcock : Merlock
- 1997 : Anastasia de Don Bluth et Gary Goldman : Raspoutine
- 2002 : Hé Arnold !, le film (Hey Arnold!: The Movie) de Tuck Tucker : le médecin-légiste
- 2008 : La Légende de Despereaux (The Tale of Despereaux) de Sam Fell et Robert Stevenhagen : Hovis
- 2008 : Fly Me to the Moon de Ben Stassen : Grand-père
- 2012 : Foodfight! de Larry Kasanoff : M. Clipboard

### Télévision

#### Téléfilms
- 1979 : The Fantastic Seven de John Peyser : Skip Hartman
- 1982 : Pilgrim, Farewell de Michael Roemer : Paul
- 1983 : September Gun de Don Taylor : Jack Brian
- 1987 : Tales from the Hollywood Hills: Pat Hobby Teamed with Genius de Rob Thompson : Pat Hobby
- 1987 : "The legend of the white horse" Film en collaboration US \ Pologne
- 1992 : T Bone et Fouinard (T Bone N Weasel) de Lewis Teague : William « Weasel » Weasler
- 1992 : Dead Ahead: The Exxon Valdez Disaster de Paul Seed : Frank Iarossi
- 1994 : In Search of Dr. Seuss de Vincent Paterson : M. Hunch
- 1995 : Famille à l'essai (Rent-a-Kid) de Fred Gerber : Lawrence "Larry" Kayvey
- 1996 : The Right to Remain Silent de Hubert C. de la Bouillerie : Johnny Benjamin
- 1997 : Quicksilver Highway de Mick Garris : Aaron Quicksilver
- 1997 : Un nouveau départ (Changing Habits) de Lynn Roth : Theo Teagarden
- 1997 : Les Ailes de la victoire (Angels in the Endzone) de Gary Nadeau : Al the Boss Angel
- 1998 : Un chenapan au far-west (The Ransom of Red Chief) de Bob Clark : Sam Howard
- 1999 : Les visiteurs impromtus (It Came From the Sky) de Jack Bender : Jarvis Moody
- 1999 : Convergence de Gavin Wilding : Morley Allen
- 1999 : Dinner at Fred's de Shawn Thompson : le père
- 1999 : Alice au pays des merveilles (Alice in Wonderland) de Nick Willing : le Chevalier blanc
- 2001 : Bel Esprit (Wit) de Mike Nichols : Dr Harvey Kelekian
- 2001 : Au rythme du destin (Chasing Destiny) de Tim Boxell : Jet James
- 2001 : On the Edge de Helen Mirren : Attorney Bum
- 2001 : Halloween d'enfer (When Good Ghouls Go Bad) de Patrick Read Johnson : oncle Fred Walker
- 2002 : The Big Time de Paris Barclay : Doc Powers
- 2004 : Admissions de Melissa Painter : Stewart Worthy
- 2005 : Detective de David S. Cass Sr. : Anderson
- 2005 : Bad Girls from Valley High de John T. Kretchmer : M. Chauncey
- 2005 : Enfants terribles de Terry Nemeroff : le révérend Burr
- 2006 : Une merveilleuse journée (A Perfect Day) de Peter Levin : Michael
- 2009 : Meteor : Le Chemin de la destruction de Ernie Barbarash: Dr Daniel Lehman
- 2009 : Call of the Wild de Richard Gabai : Bill Hale
- 2009 : Les copains fêtent Noël (Santa Buddies: The Legend of Santa Paws) de Robert Vince : Stan Cruge
- 2010 : Jack et le Haricot magique de Gary J. Tunnicliffe : l'instituteur
- 2010 : Les Sorcières d'Oz de Leigh Slawner : Le magicien d'Oz
- 2011 : Les Terres de Wendy (The Chateau Meroux) de Bob Fugger : Nathan
- 2012 : The Oogieloves in the Big Balloon Adventure de Matthew Diamond : Lero Sombrero
- 2012 : Kings of Van Nuys de Ted Wass : Jackie
- 2012 : L'Homme qui n'aimait pas Noël de Allan Harmon : Harry Brooking
- 2013 : Mickey Matson et l'Ordre secret (The Adventures of Mickey Matson and the Copperhead Treasure) de Harold Cronk : Jack, le grand-père
- 2014 : Blood Lake: L’attaque des lamproies tueuses : le maire Akerman
- 2014 : Mickey Matson : Le Code des pirates (Pirate's Code : The Adventures of Mickey Matson) de Harold Cronk : Jack, le grand-père
- 2014 : Zodiac: Signs of the Apocalypse : Harry Setag
- 2015 : Juste à temps pour Noël (Just in Time for Christmas) de Sean McNamara : grand-père Bob
- 2021 : Prochain arrêt, Noël de  Dustin Rikert : le conducteur du train

#### Séries télévisées
- 1976 : The Adams Chronicles (feuilleton) : Alexandre Ier de Russie
- 1978 : Lacy and the Mississippi Queen de Robert Butler : Jennings
- 1978 : The Word (feuilleton) : Hans Bogardus
- 1978-1979 : Barney Miller - Saison 5, épisodes 9 et 20 : Arnold Scully / Vincent Carew
- 1978-1983 : Taxi - 85 épisodes, saisons 1 à 5 : le révérend Jim Ignatowski
- 1980 : Semi-Tough - Saison 1, épisode 4 : Frank Mullens
- 1981-1982 : Best of the West - Saison 1, épisodes 1, 4 et 15 : The Calico Kid
- 1984 : Cheers - Saison 2, épisodes 21 et 22 : Phillip Semenko
- 1984 : Old Friends de Michael Lessac : Jerry Forbes
- 1985 : Tonnerre mécanique (Street Hawk) - Saison 1, épisode 1 : Anthony Corrido
- 1986 : Histoires fantastiques (Amazing Stories) - Saison 2, épisode 8 : Professeur B. O. Beanes
- 1991 - 1992 : Retour vers le futur (Back to the Future: The Animated Series) : Dr Emmett « Doc » Brown
- 1992 : Les Contes d'Avonlea (Road to Avonlea) - Saison 3, épisode 3 : Alistair Dimple
- 1995 : Fallen Angels - Saison 2, épisode 7 : The Continental Op
- 1999 : Spin City - Saison 3, épisode 18 et 20 : Owen Kingston
- 2002 : Malcolm (Malcolm in the middle) - Saison 4, épisode 3 : Walter, le père de Hal
- 2003 : Ed - Saison 3, épisode 21 : Burt Kiffle
- 2003 : Tremors - Saison 1, épisodes 2, 5 et 8 : Dr Cletus Poffenberger
- 2004 : Billy et Mandy, aventuriers de l'au-delà (Grim and Evil) - Saison 3, épisode 2
- 2004 : I Dream - Saison 1, épisodes 2, 3, 4 et 13 : Professeur Toone
- 2005 : À la Maison-Blanche (The West Wing) - Saison 6, épisode 14 : Lawrence Lessig
- 2005-2006 : Les Lectures d'une blonde (Stacked) - Saisons 1 et 2 : Harold March
- 2006 : Les Maîtres de l'horreur (Masters of Horror) - Saison 2, épisode 8 : Everett Neely
- 2007 : Numb3rs - Saison 4, épisode 9 : Ross Moore
- 2008 : New York, section criminelle (Law & Order: Criminal Intent) - Saison 7, épisode 17 : Carmine
- 2009 : Philadelphia - A Very Sunny Christmas de Fred Savage : Santa Claus John #2
- 2010 : Chuck - Saison 3, épisode 16 : Dr Leo Dreyfus
- 2010 : New York, section criminelle : Le Magicien
- 2011 : Fringe, Saison 3, épisode 10 : Roscoe Joyce
- 2013 : Raising Hope : Dennis (Saison 3, épisode 11)
- 2013 : Psych : Enquêteur malgré lui (Psych) : Martin Kahn (saison 7, épisode 5)
- 2014 : The Michael J. Fox Show : principal McTavish (épisode Health)
- 2014-2015 : Granite Flats : Stanfield Hargraves (12 épisodes)
- 2015 : Jimmy Kimmel Live! : Dr Emmett « Doc » Brown (Sketch célébrant Retour vers le futur)
- 2016 : The Big Bang Theory : Theodore, le SDF squatteur (saison 10, épisode 10)
- 2017-2018 : 12 Monkeys : Zalmon Shaw, le missionnaire (3 épisodes)
- 2018 : Roseanne : Lou (saison 10, épisode 6)
- 2019 : A.P. Bio : Melvin (saison 2, épisode 6)
- 2020 : NCIS : Enquêtes spéciales : Joseph « Joe »  Smith (saison 17, épisode 20)
- 2021 : Expedition : Back to the Future : lui-même/Dr Emmett « Doc » Brown (saison 1)
- 2022 : The Conners (en) : Lou Vitore (saison 4, épisode 18)
- 2023 : The Mandalorian : Commissaire Helgait (saison 3, épisode 6)
- 2024 : Knuckles : Pachacamac (voix)
- 2025 : Mercredi (Wednesday) (saison 2)

#### Séries télévisées d'animation
- depuis 2002 : Cybermatt (Cyberchase) : le Hacker (131 épisodes - en cours)
- 2014 : La Forêt de l'Étrange (Over the Garden Wall) : Woodsman (4 épisodes)
- 2015 : Les Simpson (The Simpsons) : le révérend Jim Ignatowski (saison 26, épisode 14 : My Fare Lady)
- 2019 : Les Green à Big City (Big City Greens) : le père Noël (saison 2, épisode 4)
- 2022 : Rick et Morty : Rick J. Sanchez de la dimension C-137(Saison 5)

#### Jeux vidéo
- 1994 : Rescue the Scientists : lieutenant Jack Tempus
- 1996 : Toonstruck : Drew Blanc
- 2004 : Back to the Future Video Slots : Dr Emmett « Doc » Brown (images d'archives)
- 2010 : Retour vers le futur, le jeu : Dr Emmett « Doc » Brown
- 2015 : Lego Dimensions : Dr Emmett « Doc » Brown
- 2020 : Kingdom Hearts III Re:Mind : Maître Xehanort[39] (version anglaise)

### Autres
- 1991 : Back to the Future... The Ride - attraction du parc Universal Studios Florida : Dr Emmett « Doc » Brown
- 2008 : The Simpsons Ride - attraction des parcs Universal Studios Hollywood et Universal Studios Florida : Dr Emmet « Doc » Brown
- 2024 : Tom Wilson: Humbly Super Famous de Thomas F. Wilson : Lui-même (film documentaire)

## Distinctions

### Récompenses
- Primetime Emmy Awards 1982 : Meilleur acteur dans un second rôle dans une série télévisée comique pour Taxi (1978-1983).
- Primetime Emmy Awards 1983 : Meilleur acteur dans un second rôle dans une série télévisée comique pour Taxi (1978-1983).
- Primetime Emmy Awards 1992 : Meilleur acteur dans une série télévisée dramatique pour Les Contes d'Avonlea (1992).
- Film Independent's Spirit Awards 1994 : Independent Spirit Award du meilleur acteur dans un second rôle (en) pour Twenty Bucks (1993).
- 2015 : BTVA People's Choice Voice Acting Awards de la meilleure performance vocale pour l'ensemble de la distribution dans une nouvelle série télévisée d'animation pour La Forêt de l'Étrange (2014) partagé avec Elijah Wood, Collin Dean, Melanie Lynskey, Jack Jones, Samuel Ramey, Fred Stoller, Emily Brundige et Cole Sanchez.
- 2016 : BTVA People's Choice Voice Acting Awards de la meilleure performance vocale pour l'ensemble de la distribution dans un jeu vidéo pour Lego Dimensions (2015) partagé avec Troy Baker, Elizabeth Banks, Tom Kane, Gary Oldman, Joel McHale, Travis Willingham, Laura Bailey, Michael J. Fox, Peter Capaldi, Ellen McLain, Stephen Merchant, Chris Pratt, Scott Menville et Frank Welker.
- 2016 : BTVA Video Game Voice Acting Awards de la meilleure performance vocale pour l'ensemble de la distribution dans un jeu vidéo pour Lego Dimensions (2015) partagé avec Troy Baker, Elizabeth Banks, Tom Kane, Gary Oldman, Joel McHale, Travis Willingham, Laura Bailey, Michael J. Fox, Peter Capaldi, Ellen McLain, Stephen Merchant, Chris Pratt, Scott Menville et Frank Welker.

### Nominations
- 2015 : BTVA Television Voice Acting Awards de la meilleure performance vocale pour l'ensemble de la distribution dans une nouvelle série télévisée d'animation pour La Forêt de l'Étrange (2014) partagé avec Elijah Wood, Collin Dean, Melanie Lynskey, Jack Jones, Samuel Ramey, Fred Stoller, Emily Brundige et Cole Sanchez.
- 2015 : BTVA Television Voice Acting Awards de la meilleure performance vocale dans un second rôle dans une nouvelle série télévisée d'animation pour La Forêt de l'Étrange (2014).

## Voix francophones
En version française, Christopher Lloyd est dans un premier temps doublé par Jacques Seiler dans Vol au-dessus d'un nid de coucou et Gérard Dessalles dans En route vers le Sud. Par la suite, Pierre Hatet devient sa voix régulière, le doublant près d'une quarantaine de fois de 1981 à 2015, avant de prendre sa retraite au milieu des années 2010. Parallèlement, il est doublé par Roger Lumont dans Star Trek 3 : À la recherche de Spock, Jean Barney dans Cluedo, Michel Derain dans Mister Mom, Patrick Préjean dans To Be or Not to Be, Jean-Pierre Moulin dans Les Aventures de Buckaroo Banzaï à travers la 8e dimension, Jacques Richard dans Tonnerre mécanique, Dominique Collignon-Maurin dans Space Commando, Robert Party dans Richard au pays des livres magiques, Georges Berthomieu dans Dernières heures à Denver, Michel Ruhl dans Une vraie blonde, Mario Pecqueur dans Bad Girls from Valley High (en) ou encore Benoît Allemane dans La Prophétie de l'oracle (en) et Les Sorcières d'Oz.
Plusieurs comédiens succèdent à Pierre Hatet : Jean Barney le double de nouveau à quatre reprises dans 12 Monkeys, Prochain arrêt Noël, The Mandalorian et Knuckles, Michel Ruhl le retrouve dans The Big Bang Theory et Braquage à l'ancienne, de même pour Benoît Allemane dans Boundaries, Michel Paulin le double dans Juste à temps pour Noël, Jean-Bernard Guillard le double dans I Am Not a Serial Killer ainsi que dans NCIS : Enquêtes spéciales, Robert Dubois lui prête sa voix dans Muse, tout comme Jean-Claude Montalban le double dans Nobody et sa suite, Philippe Catoire dans Le Bar de la Tendresse et Martin Spinhayer dans La Colo des héros (en).
En version québécoise, Christopher Lloyd n'a pas de voix régulière et a été doublé par Guy Nadon dans Denis la Petite Peste, Mon Martien favori et Les Tobby de Noël : La Légende du Chien Noël, par Yves Massicotte dans Piranha 3D et sa suite ainsi qu'à titre exceptionnel par Claude Préfontaine dans Qui veut la peau de Roger Rabbit ?, Ronald France dans Commando suprême, Benoît Marleau dans Les anges frappent et courent, Jean-Louis Millette dans Richard et le Secret des livres magiques, Aubert Pallascio dans Distractions à Denver pour qui sonne le glas, Jean-Marie Moncelet dans Prémonition et Jacques Brouillet dans Les P'tits Génies.
Versions françaises
- Pierre Hatet dans la trilogie Retour vers le futur, Qui veut la peau de Roger Rabbit ?, La Famille Addams et sa suite, Spin City, Malcolm, Les Lectures d'une blonde, Chuck, Piranha 3D, Sin City : J'ai tué pour elle, etc.